# Сан-Теодоро (Сардинія)
Сан-Теодоро (італ. San Teodoro, сард. Santu Tiadoru) — муніципалітет в Італії, у регіоні Сардинія, провінція Сассарі. До 2016 року муніципалітет належав до провінції Ольбія-Темпіо.
Сан-Теодоро розташований на відстані близько 270 км на південний захід від Рима, 180 км на північ від Кальярі, 22 км на південний схід від Ольбії, 50 км на схід від Темпіо-Паузанії.
Населення — 4851 особа (2014).
Щорічний фестиваль відбувається третього тижня червня. Покровитель — San Teodoro.

## Демографія
Населення за роками:

Станом на 1 січня 2023 року в муніципалітеті офіційно проживало 345 іноземців з 42 країн, серед них 183 громадяни країн Євросоюзу та 7 громадян України.

## Сусідні муніципалітети
- Будоні
- Лоїрі-Порто-Сан-Паоло
- Падру
- Торпе